# Lovenight
Lovenight è un singolo della cantautrice italiana Paola Iezzi, pubblicato in formato EP il 24 giugno 2016.

## Descrizione
Nato dalla collaborazione tra Paola Iezzi, autrice del testo, e il produttore britannico Steve Anderson, il brano è caratterizzato da sonorità che si ispirano alla musica dei primi anni '80 e di Giorgio Moroder. Il brano è stato pubblicato all'interno di un EP di sette tracce, comprendente anche una versione in lingua spagnola, la versione acustica e strumentale e tre remix.

## Video musicale
Il video musicale del brano, diretto da Paolo Santambrogio e girato ai Magazzini Generali di Milano, è stato pubblicato il 29 luglio 2016 sul canale YouTube di Paola Iezzi. È stato realizzato anche un video musicale per la versione in lingua spagnola del brano, Lovenight (Baila con la luna), che vede un montaggio leggermente diverso rispetto al video originale.

## Tracce
1. Lovenight – 3:38
2. Lovenight (Baila con la luna) – 3:38
3. Lovenight (Acoustic Version) – 4:02
4. Lovenight (Recreative 12 Club Mix) – 4:33
5. Lovenight (Nico Romano Extended Remix) – 5:55
6. Lovenight (Club Domani Remix) – 5:48
7. Lovenight (Instrumental) – 3:38